# Большая Корзиха
Большая Корзиха — деревня в Приморском районе Архангельской области. Входит в состав Лисестровского сельского поселения (муниципальное образование «Лисестровское»).

## Географическое положение
Деревня расположена на западном берегу водоёма Корзиха и на востоке примыкает к границе городского округа «Город Архангельск». Большая Корзиха располагается между федеральной автомобильной дорогой М8 «Холмогоры» на западе и путями Северной железной дороги — на востоке.

## Население
Численность населения деревни, по данным Всероссийской переписи населения 2010 года, составляла 49 человек. 
| Население                            | на 1 января 2010 года |
| ------------------------------------ | --------------------- |
| В возрасте до 16 лет                 | 15                    |
| Трудовые ресурсы (из них работающих) | 67 (67)               |
| Пенсионеры                           | 36                    |
| Всего                                | 118                   |
| Прибыло / выбыло (за год)            | 5 / 7                 |
| Родилось / умерло (за год)           | 1 / 1                 |

## Инфраструктура
Жилищный фонд деревни составляет 4,2 тыс. м². Объекты социальной сферы на территории населённого пункта отсутствуют. Предприятия, расположенные на территории деревни (со среднесписочной численностью работников) на 1 января 2012 года:
- ООО «Лукойл-Севернефнепродукт» (10);
- ООО «Табак и К» (50).